# Selasphorus platycercus
Selasphorus platycercus là một loài chim trong họ Trochilidae.
Phạm vi sinh sống mùa hè của chim ruồi đuôi rộng kéo dài trên khắp núi rừng và đồng cỏ khắp miền Tây nước Mỹ, đặc biệt là khu vực Rocky Mountain trung tâm và về phía nam.